# Poczta pneumatyczna

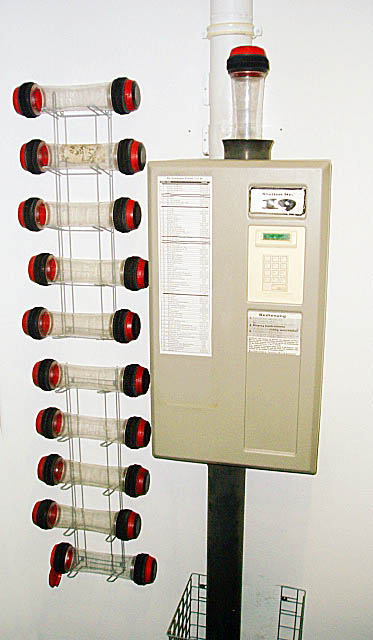
Terminal poczty pneumatycznej

Poczta pneumatyczna – system przesyłania listów, dokumentów i różnych przedmiotów za pomocą rur poprzez wykorzystanie sprężonego powietrza.
Przedmioty umieszczane są w specjalnej kapsule. Przesyłanie może następować w obrębie jednego lub kilku budynków, a także w granicach miasta (tak było np. w Paryżu).
Poczta pneumatyczna została praktycznie zastosowana w XIX wieku. Jednak pod koniec XX wieku rozwiązanie to, jako system do rozsyłania poczty, zostało zarzucone na rzecz faksów i komputerów.
System ten funkcjonował w Paryżu do roku 1984.
System ten również nadal istnieje w Pradze jako praska poczta pneumatyczna, ale podczas powodzi w 2002 roku został uszkodzony i jego funkcjonowanie zawieszono na czas nieokreślony.
Zazwyczaj rozwiązanie to jest stosowane w bankach i szpitalach. Pojedyncza skrzynka przesyłana jest z prędkością 10–15 m/s.
W Polsce pocztę pneumatyczną najczęściej można spotkać w hipermarketach do przesyłania banknotów z kas do skarbca. Od 1997 roku w Instytucie Centrum Zdrowia Matki Polki w Łodzi działa pierwszy w Polsce szpitalny system poczty pneumatycznej, który zrealizował kilka milionów przesyłek transportowych z całego szpitala do laboratorium. W dniu 1 lipca 2003 r. odbyło się oficjalne otwarcie Szpitalnego Oddziału Ratunkowego (SOR) w Szpitalu Bielańskim w Warszawie, wyposażonego w instalację szpitalnej poczty pneumatycznej. Od 31 grudnia 2010 r. działa także w Szpitalu św. Barbary w Sosnowcu m.in. do przesyłania próbek krwi. Podobne systemy wykorzystywane są w innych szpitalach. Poczta pneumatyczna działa również w Centrum Zdrowia Dziecka w Warszawie.
Poczta pneumatyczna znajduje zastosowanie w reaktorach badawczych. Umożliwia ona naświetlanie neutronami próbek badanych metodą neutronowej analizy aktywacyjnej. System taki istnieje w reaktorze MARIA w Narodowym Centrum Badań Jądrowych.